# Championnat du Mali de football 2020-2021
Navigation
Saison précédente Saison suivante
La saison 2020-2021 du Championnat du Mali de football est la 52e édition de la première division malienne, la Première Division.
Vingt clubs sont répartis en deux poules où ils s'affrontent deux fois. Les deux premiers de poule se rencontrent dans un mini-championnat pour déterminer le champion du Mali.
Les deux derniers de poule sont relégués.
A l'issue de la saison le Stade malien remporte le doublé coupe-championnat.

## Qualifications continentales
Le vainqueur du championnat se qualifie pour la Ligue des champions de la CAF 2021-2022. Le vainqueur de la Coupe du Mali est qualifié pour la Coupe de la confédération 2021-2022 (La coupe étant remportée par le Stade malien, le finaliste Binga FC représentera le pays en Coupe de la confédération).

## Les clubs participants
- Djoliba AC
- AS Real Bamako
- CS Duguwolofila
- Lafia Club
- AS Bakaridjan
- AS Nianan
- Sonni AC
- Stade malien
- Onze Créateurs de Niaréla
- CO Bamako
- USC Kita
- AS Black Stars de Badalabougou
- USFAS Bamako
- ASO Missira
- US Bougouni
- Yeelen Olympique
- Association sportive de la Police de Bamako
- AS Douanes - promu de deuxième division
- Centre d'Animation Sportif de Sévaré - promu de deuxième division
- AS de Korofina - promu de deuxième division

## Compétition

### Classement
Le barème de points servant à établir le classement se décompose ainsi :
- Victoire : 3 points
- Match nul : 1 point
- Défaite : 0 point

#### Poule A
| Rang | Équipe          | Pts | J  | G | N | P  | Bp | Bc | Diff |
| ---- | --------------- | --- | -- | - | - | -- | -- | -- | ---- |
| 1    | Stade malienT   | 35  | 18 | 9 | 8 | 1  | 28 | 12 | +16  |
| 2    | AS Real Bamako  | 32  | 18 | 9 | 5 | 4  | 27 | 12 | +15  |
| 3    | CS Duguwolofila | 26  | 18 | 6 | 8 | 4  | 21 | 17 | +4   |
| 4    | Lafia Club      | 25  | 18 | 6 | 7 | 5  | 29 | 21 | +8   |
| 5    | USC Kita        | 25  | 18 | 6 | 7 | 5  | 16 | 15 | +1   |
| 6    | AS Douanes P    | 24  | 18 | 6 | 6 | 6  | 16 | 19 | -3   |
| 7    | ASO Missira     | 23  | 18 | 6 | 5 | 7  | 19 | 23 | -4   |
| 8    | AS Police       | 20  | 18 | 4 | 8 | 6  | 19 | 23 | -4   |
| 9    | US Bougouni     | 19  | 18 | 5 | 4 | 9  | 14 | 27 | -13  |
| 10   | CAS de Sévaré P | 8   | 18 | 0 | 8 | 10 | 14 | 34 | -20  |

|  | Qualification pour le Carré d'As |
|  | Relégation en Deuxième division  |
|  | T : Tenant du titre P : Promu    |

#### Poule B
| Rang | Équipe                         | Pts | J  | G  | N | P  | Bp | Bc | Diff |
| ---- | ------------------------------ | --- | -- | -- | - | -- | -- | -- | ---- |
| 1    | Djoliba AC                     | 37  | 18 | 40 | 7 | 1  | 29 | 7  | +22  |
| 2    | Onze Créateurs de Niaréla      | 33  | 18 | 10 | 3 | 5  | 32 | 13 | +19  |
| 3    | AS de Korofina P               | 32  | 18 | 9  | 5 | 4  | 18 | 9  | +9   |
| 4    | Yeelen Olympique               | 31  | 18 | 9  | 4 | 5  | 25 | 17 | +8   |
| 5    | AS Bakaridjan                  | 26  | 18 | 7  | 5 | 6  | 14 | 14 | 0    |
| 6    | AS Black Stars de Badalabougou | 22  | 18 | 5  | 7 | 6  | 20 | 21 | -1   |
| 7    | CO Bamako                      | 22  | 18 | 6  | 4 | 8  | 19 | 20 | -1   |
| 8    | USFAS Bamako                   | 17  | 18 | 4  | 5 | 9  | 12 | 24 | -12  |
| 9    | AS Nianan                      | 13  | 18 | 2  | 7 | 9  | 11 | 28 | -17  |
| 10   | Sonni AC                       | 11  | 18 | 2  | 5 | 11 | 10 | 37 | -27  |

|  | Qualification pour le Carré d'As |
|  | Relégation en Deuxième division  |
|  | P : Promu                        |

#### Poule championnat (Carré d'As)
Les deux premiers de poule se retrouvent dans un mini-championnat.
| Rang | Équipe                    | Pts | J | G | N | P | Bp | Bc | Diff |
| ---- | ------------------------- | --- | - | - | - | - | -- | -- | ---- |
| 1    | Stade malienT C           | 12  | 6 | 3 | 3 | 0 | 8  | 2  | +6   |
| 2    | Onze Créateurs de Niaréla | 8   | 6 | 2 | 2 | 2 | 7  | 7  | 0    |
| 3    | Djoliba AC                | 6   | 6 | 1 | 3 | 2 | 3  | 4  | -1   |
| 4    | AS Real Bamako            | 5   | 6 | 1 | 2 | 3 | 2  | 7  | -5   |

|  | Champion et qualifié pour la Ligue des champions de la CAF 2021-2022 |
|  | Qualifié pour la Coupe de la confédération 2021-2022                 |
|  | T : Tenant du titre C : Vainqueur de la Coupe du Mali 2021           |

## Bilan de la saison
| Championnat du Mali de football 2020-2021 |                                    |
| Champion                                  | Stade malien (23e titre)           |
| Coupes et trophées                        |                                    |
| Vainqueur de la Coupe du Mali 2020-2021   | Stade malien                       |
| Qualifications continentales              |                                    |
| Ligue des champions de la CAF 2021-2022   | Stade malien                       |
| Coupe de la confédération 2021-2022       | Binga Football Club                |
| Promotions et relégations                 |                                    |
| Promus en Division 1                      | Afrique Football Elite US Bougouba |
| Relégués en Division 2                    | US Bougouni                        |
| Relégués en Division 2                    | CAS de Sévaré                      |
| Relégués en Division 2                    | AS Nianan                          |
| Relégués en Division 2                    | Sonni AC                           |